# سپارده
سپارده، روستایی است از توابع بخش مرکزی شهرستان رامسر در استان مازندران ایران.
نام خانوادگی همه افراد روستا اشکورکیائی می باشد.
صفحه رسمی سپارده 
Instagram.com://separdehofficial

## جمعیت
این روستا در دهستان اشکور قرار دارد و براساس سرشماری مرکز آمار ایران در سال ۱۳۸۵، جمعیت آن ۳۸۱ نفر (۱۱۵خانوار) بوده‌است.